# Cynisca bifrontalis
Cynisca bifrontalis — вид плазунів з родини амфісбенових (Amphisbaenidae). Ендемік Габону.

## Поширення і екологія
Cynisca bifrontalis мешкають на заході Габону, в провінції Приморське Огове. Вони живуть у вологих рівнинних тропічних лісах.